# New York Hungaria
New York Hungaria war ein US-amerikanischer Fußballverein aus New York, der 1962 die US-Meisterschaft gewann. Als der 1923 von Ungarn gegründete Verein in der darauffolgenden Spielzeit 1963 am CONCACAF Champions’ Cup teilnahm, schrieb er Geschichte als erster US-amerikanischer Fußballmannschaft, der ein Sieg auf mexikanischem Boden gelang. Die Mannschaft bestand 1963 aus folgendem Kader: Sandor Feher und Victor Gerley (als Torhüter), John Kerti, Tibor Resznecki und Domokos Zsido (in der Verteidigung), Dietrich Albrecht, Miklos Henni, Andrew Mate, Josef Pal und Tibor Szalay (im Mittelfeld) sowie Arpad Bugard, Joseph Csabay, Andy Cziotka, Tony Domborovski und Charles Horvath (im Angriff). Trainer war Geza Henni.
In der ersten Runde des Turniers musste der Verein zum Hinspiel am 18. März 1963 beim Club Deportivo Oro aus der zweitgrößten mexikanischen Stadt Guadalajara antreten und gewann dort mit 3:2, so dass im Rückspiel vor eigenem Publikum am 18. April 1963 ein 2:2 genügte, um die zweite Runde zu erreichen. Einziger Torschütze der US-Boys in diesen beiden Spielen war der in Ungarn geborene und 1957 in die USA gekommene Andrew Mate, der alle fünf Tore der „Hungarians“ erzielte. In der zweiten Runde traf die Mannschaft erneut auf ein mexikanisches Team aus Guadalajara, scheiterte diesmal jedoch (mit 0:0 und 0:2) gegen den Titelverteidiger Chivas, der sich auch in diesem Turnier für das Finale qualifizieren konnte.